# Emseloh

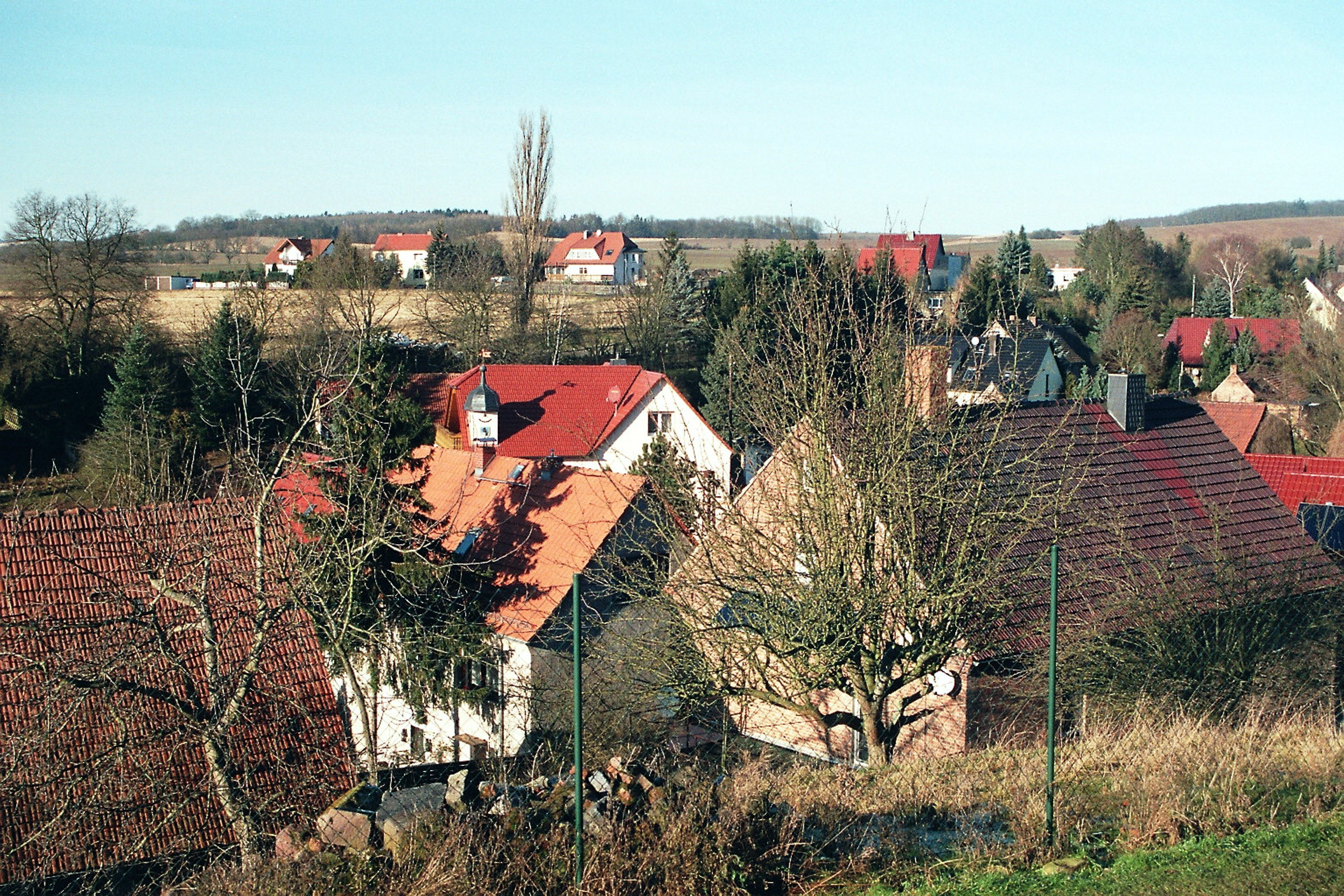

Emseloh este o comună din landul Saxonia-Anhalt, Germania.